# Patrick Buckland
Patrick Buckland é um programador e chefe executivo da Stainless Games, co-fundada com Neil Barnden em 1994.